# Angelo Buono
Angelo Buono, Jr. (5. oktober 1934 i Rochester, New York – 21. september 2002 i Calipatria, Californien) var en amerikansk seriemorder sammen med hans fætter Kenneth Bianchi blev de kendt under navnet The Hillside Stranglers.

## Tidlige liv
Buono var ud af en familie af italiensk-amerikanske emigranter fra San Buono i Italien. I tiden op til de fremtidige mord havde Buono allerede udviklet en lang kriminel løbebane bl.a. med biltyveri og voldtægt. 
Nogen beskriver Buono som en  regulær "dameven”. Buono og hans yngre fætter lokkede nogle gange prostituerede og tilfældige kvinder hjem til dem og holdt dem som fange i flere dage af gangen. I slutningen af 1977 begyndte fætrene at dræbe deres ofre. Man kunne dokumentere 10 ofre på det tidspunkt, de blev anholdt i begyndelsen af 1979. 

## Retssagen imod Buono
Den juridiske retssag imod Buono var hovedsageligt baseret på Bianchis vidneudsagn. Sagen blev oprindelig varetaget af anklagere fra Los Angeles' anklagemyndighed.  
USA højeste retspræsident Ronald M. George nægtede at man skulle frigive Buono, bare på grund af en tynd sag og derfor flyttede han ansvaret for anklagemyndigheden til California Stats anklagemyndighed. 
Buono retssag ville blive den længste i amerikanske historie. Den forgik fra november 1981 til november 1983. Under retssagen vidnede Bianchi imod Buono i bytte for en mildere straf. Retten dømte Buono skyldig i ni tilfælde af mord og for det fik Buono livsvarigt fængsel selvom Ronald M. George kommenterede, at han følte at en dødsdom ville havde været mere passende som straf i forhold til Buonos forbrydelser. 

## Fængselsstraf og død
I 1986 blev Buono gift med Christine Kizuka, en mor til tre og en vejleder ved fængslet.
Buono blev fundet død i sin celle den 21. september 2002 i Calipatria statsfængsel. Buono, der var alene i sin celle på tidspunktet for hans død, døde af et hjerteanfald. 

## Efter hans død
I 2007 begik Buonos barnebarn, Christopher Buono selvmord kort efter at han havde skudt sin bedstemor, Mary Castillo, i hovedet. Mary Castillo blev på et tidspunkt gift med Angelo Buono, og fik fem børn med ham, herunder Christophers far. 
I filmen The Hillside Strangler fra 2004 blev Buono spillet af skuespilleren Nicholas Turturro. 

## Eksterne links
- Kriminalitet Biblioteks historie om Hillside Stranglers